# Distress (Roman)
Distress (deutscher Titel: Qual) ist ein Science-Fiction-Roman des australischen Schriftstellers Greg Egan. Die englische Ausgabe wurde im Jahr 1995 von der Orion Publishing Group in London veröffentlicht. Die deutsche Ausgabe wurde im Jahr 1999 vom Heyne Verlag in München veröffentlicht. Die Übersetzung stammt von Bernhard Kempen. Der Roman beschreibt die Verflechtung  mehrerer konkurrierender Ziele bei der Vollendung einer Weltformel. Dazu gehören die zwischen den dafür vorgeschlagenen physikalischen Theorien selbst, die zwischen den diese vorschlagenden Personen und ihren Kontroversen in der Öffentlichkeit sowie politischen Spannungen, die Konflikten mit der Wissenschaftsphilosophie und den daraus entstehenden Kulten sowie einer zeitgleich auftretenden Geisteskrankheit.

## Konzepte
Stateless (deutsch Staatenlos): Künstliche Insel in internationalen Gewässern im Südpazifik mit einem Fundament aus durch Mikroorganismen aufgebaute Korallen sowie einer anarchischen Struktur und durch den Diebstahl geistigen Eigentums bei den größten BioTech-Firmen der Welt in Ungnade gefallen. Durch daraus resultierende politische Spannungen nicht von allen Staaten und ihren Handelspartnern sowie den Vereinten Nationen (UN) als eigenständige Nation akzeptiert. Dadurch sind Umwege bei Flügen notwendig, etwa im Roman von Sydney in Australien über Phnom Penh in Kambodscha zurück nach Dili in Osttimor und von dort aus nach Stateless. Dort wird die Einstein-Konferenz zur Theorie von Allem abgehalten.
Theorie von Allem (englisch Theory of Everything, abgekürzt TOE): Auch bekannt als Weltformel. Noch nicht entwickelte physikalische Theorie zur Vereinigung aller vier fundamentalen Wechselwirkungen, also der schwachen, starken und elektromagnetischen Wechselwirkung sowie der Gravitation. Aktuelle reale Ansätze sind Stringtheorien (sowie der noch nicht vollendete Zusammenschluss in der M-Theorie) sowie die Schleifenquantengravitation.
Alle-Topologien-Modell (englisch all-topology-models, abgekürzt ATM): Fiktiver Ansatz für eine Theorie von Allem. Ähnlich wie in der Quantenmechanik die physikalischen Observablen lediglich durch die Wahrscheinlichkeitsamplitude gewichtete Erwartungswerte von Superpositionen sind, wird dabei das zehndimensionale Universum mit einer Zeitdimension, drei makroskopischen und sechs mikroskopischen Raumdimension ebenfalls als Erwartungswert aller möglichen Topologien betrachtet. Die Gewichtung stammt dabei aus der Maßtheorie durch das fiktive Perrini-Maß aus dem Jahr 2012 und das fiktive Saupe-Maß aus dem Jahr 2017 auf dem Raum aller topologischen Räume mit abzählbarer Basis, welche bei Einschränkung auf den Raum aller parakompakten Hausdorff-Mannigfaltigkeiten zusammenfallen.
Anthrokosmologie (englisch anthro cosmology, abgekürzt AC): Überzeugung von der Manifestation von physikalischen Gesetze erst durch menschliche Beobachtung. Die genaue Bedeutung der Abkürzung „AC“ wird wegen vieler möglicher Bedeutungen wie „african culture“ (deutsch „Afrikanische Kultur“) erst später im Roman aufgelöst. Sorgt während der Einstein-Konferenz für Demonstrationen, auch da vielen die Reduktion des Universums auf eine einzige Theorie zuwider ist und einige aufgrund von Unwissenheit sogar ein Ende der Physik (sowie restlicher Wissenschaft und auch Religion) oder eine Vorhersehbarkeit der Zukunft befürchten
Aleph-Moment/Grundstein: Augenblick der ersten vollständigen Erschließung der Theorie von Allem sowie dafür verantwortliche Person oder Entität. Gemäß der Kulte um die Einstein-Konferenz ist die Theorie von Allem selbst eine Überlagerung verschiedener Theorien, welche gemäß der Anthrokosmologie erst durch deren Formulierung manifestiert wird. Im Aleph-Moment wird daher das Universum selbst erst von dem Grundstein vollständig geschaffen, weshalb einige in den Kulten die bestmögliche Theorie von Allem zum Erfolg führen wollen. Da das Universum umgekehrt jedoch erst den Aleph-Moment möglich macht (und laut einiger Überzeugungen sogar notwendigerweise benötigt), befürchten andere in den Kulten sogar physikalische Auswirkungen wie das Ende des Universums.
Distress (deutsch Qual): Geisteskrankheit mit einem epidemischen Ausbruch kurz vor der Einstein-Konferenz. Aufgrund des Konfliktes zwischen Stateless und den größten BioTech-Firmen wird ein Zusammenhang vermutet. Später sind sogar künstliche Intelligenzen davon betroffen. Stellt sich als Echo des zukünftigen Aleph-Momentes heraus, welcher aus der kollektiven Beschäftigung mit einer Theorie von Allem hervorgeht.

## Handlung
Auf Stateless soll demnächst die Einstein-Konferenz über die aktuelle Forschung zur Theorie von Allem abgehalten werden. Dabei wird die Physikerin Violet Mosala über ihre Fortschritte mit Alle-Topologien-Modellen vortragen. Für dessen Abdeckung lehnt der Journalist Andrew Worth einen Beitrag über die neue Geisteskrankheit Distress ab, wobei ihn seine Assistentin Sarah Knight unterstützt. Nach der Landung erfährt Andrew Worth von Akili Kuwale, dass sich Violet Mosala wegen der Anthrokosmologie in Gefahr befindet. Zwar bleibt seine Beziehung zu ihr wegen der Einstellung zu den Kulten oder der für Quotenerfüllung notwendigen Fragen angespannt, aber trotzdem vertraut sie ihm an, demnächst ihren schon gerüchtehalber in Umlauf befindlichen Umzug nach Stateless bekannt zu geben, um dessen internationale Anerkennung voranzutreiben. Akili Kuwale erklärt später genauer, dass nur die Theorie von Violet Mosala keine alternativen Universen mit anderen physikalischen Gesetzen vorhersagt und ihr Erfolg der Menschheit daher keine Rettung vor dem Big Crunch lassen würde. Andrew Worth wird plötzlich todkrank, während der Anreise angesteckt von einem genetisch angepassten Virus. In der Überzeugung, dass dieses von ihm auf Violet Mosala übertragen werden sollte und nur durch Mutation doch ihn angesteckte, lässt sie sich ebenfalls ausführlich untersuchen. Akili Kuwale lässt ein Heilmittel basierend auf seinen Blutproben einfliegen und sorgt dadurch für seine vollständige Heilung. Beide werden anschließend von einem der Kulte entführt. Dabei stellt sich heraus, dass Akili Kuwale gelogen hat und die Bemühungen nicht der Existenz von anderen Universen gilt, sondern deren Überzeugung nach der Aleph-Moment das Universum vernichten könnte. Distress sei dabei bereits das Resultat der begonnenen Herleitungen sowie der in die Vergangenheit reichende Schock des kommenden Aleph-Momentes. Andrew Worth und Akili Kuwale können sich befreien und kommen sich danach körperlich näher. Stateless wird inzwischen von den großen BioTech-Firmen angegriffen und spezielle Mikroorganismen zersetzen das Fundament der Insel, sodass diese langsam versinkt. Violet Mosala wird ebenfalls todkrank und von Stateless evakuiert. Bei der Verabschiedung von Andrew Worth enthüllt sie, eine künstliche Intelligenz schon vor der Einstein-Konferenz beauftragt zu haben, ihre Berechnungen zusammenzustellen und mit Simulationen dazu automatisch zu veröffentlichen sowie an alle Universitäten weltweit zu verteilen. Andrew Worth bekommt kurz vor diesem Moment einen Anruf, dass sie verstorben ist. Ihm fällt darauf ein, dass Akili Kuwale ihn bei seiner Ankunft vergiftet haben könnte, jedoch enthüllt die inzwischen angereiste Sarah Knight, dies bei seiner Abreise getan zu haben. Sie versucht die automatische Veröffentlichung durch Erpressung durch Bedrohung seines Lebens zu verhindern, jedoch lässt sich dies nicht mehr verhindern. Andrew Worth überzeugt Sarah Knight, dass die künstliche Intelligenz zum Grundstein geworden ist und sich Distress nur aufhalten lässt, wenn jemand die Veröffentlichung liest. Andrew Worth versteht dabei, dass alle Menschen und ihre kollektive Beschäftigung gemeinsam der Grundstein ist und somit alle eine Verbindung zum Universum haben.
Fünfzig Jahre später ist Andrew Worth nach einem glücklichen Leben zusammen mit Akili Kuwale zurück in Kapstadt in Südafrika und spricht in einem Kindergarten in Gedenken an Violet Mosala. Obwohl die Theorie von Allem längst vollendet ist, sei die Zukunft der Kinder weiterhin unbegrenzt.

## Charaktere
Andrew Worth: Australischer Journalist aus Sydney, welcher für das Wissenschaftsjournal SeeNet arbeitet und ein Implantat zur Videoaufzeichnung mit den Augen und Videobearbeitung mit dem Gehirn besitzt. Liest als einer der ersten Menschen die automatische Veröffentlichung über die vollendete Theorie von Allem. Beginnt später eine Beziehung mit Akili Kuwale.
Sarah Knight: Kollegin von Andrew Worth, welche den Beitrag über Violet Mosala aus seinem Material zusammenstellt. Teilt die Überzeugungen der Anthrokosmologie.
Violet Mosala: Südafrikanische Physikerin aus Kapstadt, bekam ihren Doktortitel mit zwanzig Jahren und einen Nobelpreis mit fünfundzwanzig Jahren. Arbeitet an Alle-Topologien-Modellen als möglicher Theorie von Allem. Sorgt mit einer Erklärung zur Irrelevanz ihrer südafrikanischen Herkunft für eine Kontroverse. Will nach Stateless umziehen, da dies wegen ihres Status erst Südafrika, dann alle afrikanischen Staaten wegen Handelsbeziehungen und dadurch eventuell sogar die Vereinten Nationen (UN) zur Anerkennung von Stateless zwingen könnte.
Akili Kuwale: Geschlechtsloser und asexueller Mensch aus Malawi. Ließ sich in einer Geschlechtsmigration durch Operationen an Körper und Gehirn entsprechend modifizieren und hat daher etwa eine völlig glatte Brust ohne Brustwarzen. Ist beruflich im Bereich der Bioethik tätig und teilt die Überzeugungen der Anthrokosmologie. Beginnt später eine Beziehung mit Andrew Worth.
Indrani Lee: Malaysianische Soziologin aus Kuala Lumpur, welche zur Untersuchungen der menschlichen Reaktion auf die Einstein-Konferenz nach Stateless reist. Saß neben Andrew Worth auf einem der Flüge nach Stateless und wird deshalb von ihm später seiner Ansteckung mit dem genetisch angepassten Virus verdächtigt.
Henry Buzzo: Physiker, welcher für eine der drei konkurrierenden Theorien von Allem verantwortlich ist. Versucht das Alle-Topologien-Modell von Violet Mosala durch einen Isomorphismus in eine Nullmenge zu widerlegen, jedoch ist diese überzeugt, dass die Verwendung des Perrini-Maßes statt des Saupe-Maßes dafür falsch ist. Wird von den Kulten erschossen.
Yasuko Nishide: Physiker, welcher für eine der drei konkurrierenden Theorien von Allem verantwortlich ist. Wird von den Kulten schon vor Ankunft auf Stateless mit einem genetisch veränderten Virus angesteckt und umgebracht.

## Hintergrund
Akili Kuwale wird den ganzen Roman über geschlechtsneutralen Pronomen („ve“ statt „he/she“, „ver“ statt „him/her“, „vis“ statt „his/hers“) angesprochen und beschrieben. Diese benutzt Greg Egan auch in Diaspora, seinem nächsten veröffentlichten Roman. Wegen der Bekanntheit beider Romane wird Greg Egan oft fälschlicherweise deren Einführung zugeschrieben, welcher dies jedoch nie für sich beansprucht hat. Tatsächlich tauchten die Pronomen bereits im Roman The Bone People on Keri Hulme aus dem Jahr 1986 auf, welcher oft als deren erste schriftliche Quelle genannt wird. Ob es bereits eine noch frühere gibt ist unklar.
Der Roman war für den Locus Award sowie den Otherwise Award (ehemals James Tiptree Jr Memorial Award) im Jahr 1997 nominiert gewesen und erreichte bei ersterem den 19. Platz. Gewonnen wurden der Aurealis Award im Jahr 1996, der Kurd-Laßwitz-Preis im Jahr 2000 und der japanische Seiun-Preis im Jahr 2005.

## Kritik
Karen Burnham schreibt in Strange Horizons, jedoch zu einer Kritik von The Eternal Flame von Greg Egan mit einem Rückblick auf Distress, dass die Proteste größtenteils Karikaturen von intellektuellen Modeerscheinungen sind, die Greg Egan wohl während der 1990er frustrierend fand („largely caricatures of intellectual fads that Egan presumably found frustrating in the 1990s“). Dieser habe weiterhin einen langen Weg beim Verständnis und der Darstellung der verschiedenen Kräfte zurückgelegt habe, die Frauen in der Wissenschaft gegenüberstehen, sowie die Notwendigkeit für diese, für sich selbst in einem weiteren sozialen Kontext zu stehen. („Egan has come a long way in understanding and portraying the different forces that affect women in the sciences, and the need of science to operate and argue for itself in a broader social context.“)
Eine deutsche Kritik von Birgit Will wurde in Alien Contact, Nummer 35 veröffentlicht.